# 橢球關節

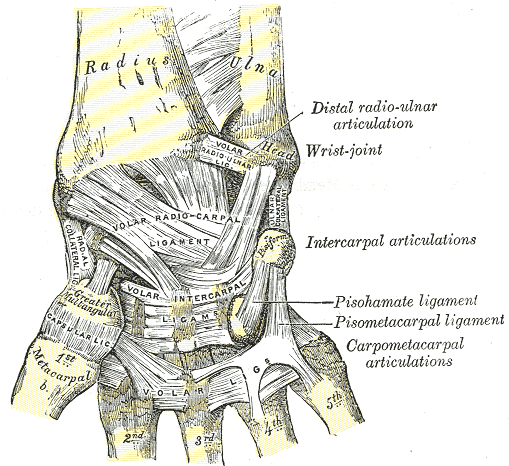
橢球關節示意圖

橢球關節（英語：Ellipsoidal joint），又稱髁狀關節（英語：Condyloid joint），是一種主要沿兩個軸向運動的卵形關節，第三軸向運動為被動或輔助。橢球關節具有一個卵形頭，嵌在一個卵形杯中，卵形杯僅能包覆半球形的卵形頭，並不像杵臼關節完全包覆。兩塊骨塊可相對前後或左右移動。腕部橈骨與腕骨之間的關節即為橢球關節。